# Sân bay Impfondo
Sân bay Impfondo (IATA: ION, ICAO: FCOI) là một sân bay ở Impfondo, tỉnh Likouala, Cộng hòa Congo.

## Vị trí và cơ sở vật chất
Sân bay nằm cách thị trấn khoảng 4 km về phía nam, trên độ cao 1099 ft (335 m) so với mực nước biển. Nó có một đường băng trải nhựa dài 2050 m.

## Hãng hàng không và điểm đến
| Hãng hàng không        | Các điểm đến |
| ---------------------- | ------------ |
| Canadian Airways Congo | Brazzaville  |